# Heiðmörk

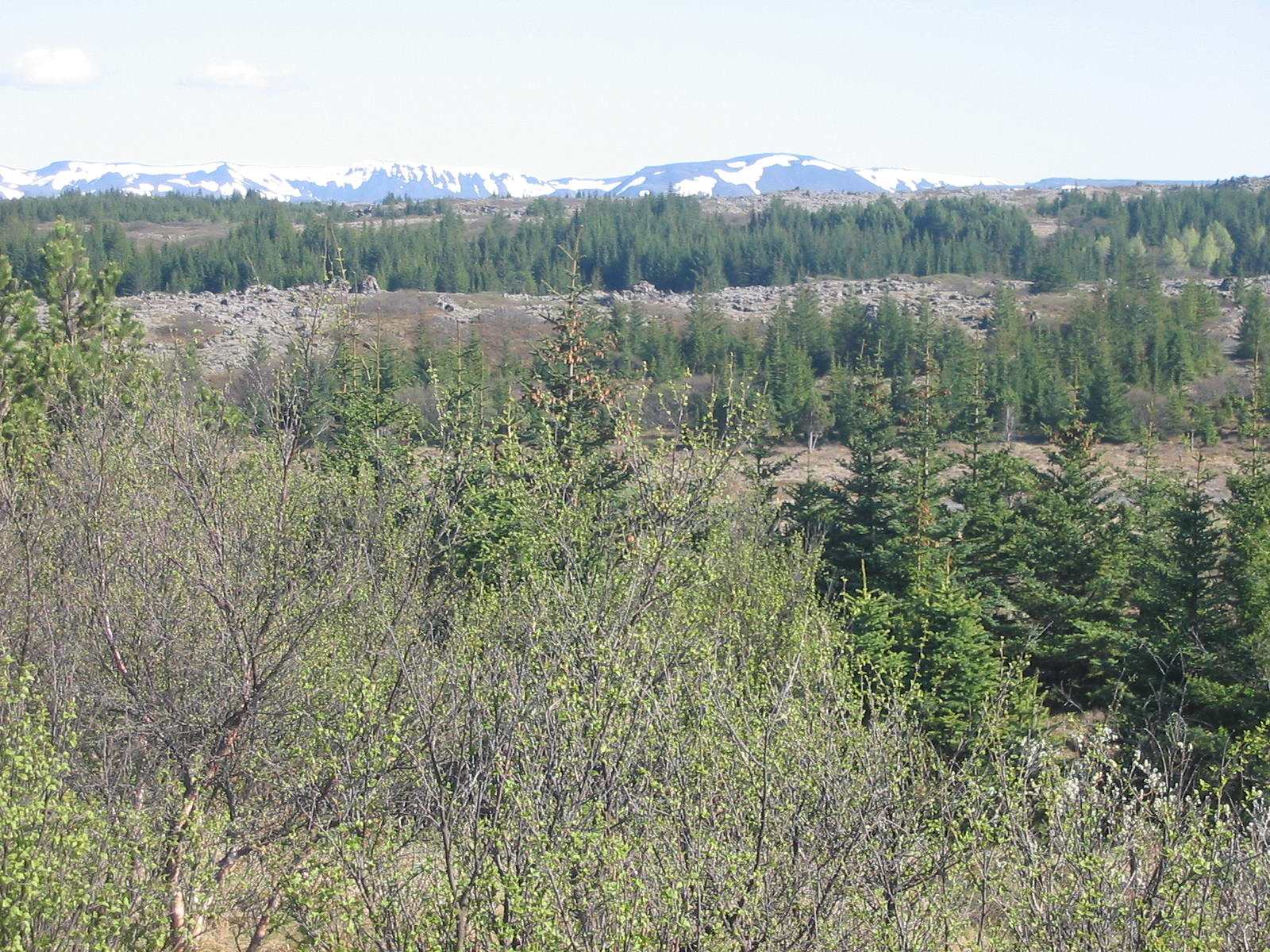
Riserva di Heiðmörk

L'Heiðmörk è una riserva islandese, proclamata zona di conservazione municipale di Reykjavík nel 1950. Si trova a sud-est del lago di Ellíðavatn, a  circa 10 km dalla capitale del paese. Il nome della riserva, come d'altronde il suo omonimo in Norvegia (l'Hedmark), deriva dal norreno Heiðmǫrk, avente il significato di area coperta da fitte foreste.
La superficie totale della riserva è di 3200 ha. È una popolare area ricreativa in Islanda. Heiðmörk è il luogo in cui si trovano i serbatoi e i pozzi d'acqua potabile di cui si serve la capitale Reykjavík.

## Flora
Più di 4 milioni di alberi sono stati piantati dal 1950 e la vegetazione esistente ha raggiunto il pieno sviluppo da quando l'area è stata recintata. Tra le specie 26 specie di alberi presenti ad Heiðmörk, le più rilevanti risultano essere il peccio di Sitka, il pino silvestre e l'abete rosso; sono inoltre state contate almeno 150 specie di fiori selvatici.

## Fauna
È stata rilevata la presenza di oltre 60 specie di uccelli selvatici, in particolare intorno all'Ellíðavatn e a Myllulækjartjörn.